# Объект 140
Объект 140 — советский опытный средний танк. Серийно не производился.

## История создания
В начале 1950-х годов в «Отделе 520» Уральского танкового завода г. Нижний Тагил, в рамках создания принципиально нового танка, были начаты работы по проектированию нового среднего танка «Объект 140». Руководителем работ являлся главный конструктор А. А. Морозов. В 1952 году из-за ряда разногласий между инженерами ОКБ и дирекцией завода, часть конструкторского состава (включая самого Морозова) перешла на Харьковский завод № 75. Работы по созданию танка «Объект 140» продолжил Л. Н. Карцев. Часть решений и наработок по «Объекту 140» была использована при создании другого танка «Объект 430».
В 1957 году было изготовлено два опытных образца. На сравнительных испытаниях с «Объектом 430» у «Объекта 140» был выявлен ряд дефектов. Вскоре по инициативе Карцева «Объект 140» был снят с конкурса и работы по нему были прекращены.

## Описание конструкции
«Объект 140» имел классическую компоновочную схему. Для снижения загазованности боевого отделения в танке имелся механизм выбрасывания отстреляных гильз. После испытаний этот механизм был признан удачным и использовался впоследствии в конструкции танка «Объект 165» (Т-62А).

### Броневой корпус и башня
Место механика-водителя смещено к левому борту корпуса. Сам корпус состоял из броневых гнутых листов переменного профиля. Листы были скомпонованы таким образом, чтобы защищать от пуль и осколков погон башни. Чтобы уменьшить массу танка, крышка МТО и опорные катки изготавливались из алюминиевого сплава. Башня «Объекта 140» литая, приплюснутой сферической формы. Для удобства работы заряжающего предусмотрена башенка.

### Вооружение
Первоначально «Объект 140» предполагалось оснастить орудием типа Д-10Т, однако к середине 50-х ОКБ-9 предложило использовать более совершенную нарезную пушку Д-54Т (которая в то время проходила испытания на опытном танке «Объект 139»). Эта пушка имела стабилизатор «Молния», который существенно упрощал стрельбу во время движения. Таким образом на «Объект 140» была установлена пушка Д-54ТС с эжектором и стабилизатором. Так же было установлено дополнительное вооружение в виде курсового пулемёта калибра 7,62-мм, спаренного 7,62-мм пулемёта и 14,5-мм зенитного пулемёта.

### Двигатель и трансмиссия
В качестве двигателя использовался дизельный двигатель ТД-12 (8Д12У-3).
Трансмиссия состояла из планетарной коробки передач, которая была объединена в одном картере с планетарным механизмом поворота. Конструкция коробки передач обеспечивала 6 передач переднего и одну передачу заднего хода. Приводы управления трансмиссией были гидравлическими.

### Ходовая часть
В ходовой части устанавливалось по 6 двухскатных опорных катков. Тип подвески торсионный с телескопическими гидроамортизаторами на передних и задних узлах.

### Средства наблюдения и связи
«Объект 140» оснащался прицелом-дальномером ТПДС и ночными приборами марок «Узор», «Угол» и «Луна II», радиостанцией Р-113 и танковым переговорным устройством Р-120.

## Машины на базе
- Объект 142 — опытный средний танк
- Объект 150 — советский ракетный танк, принят на вооружение в 1968 году под обозначением ИТ-1.

## Сохранившиеся экземпляры
Сохранившийся опытный образец выставлен в экспозиции Музея бронетанковой техники ОАО «НПК Уралвагонзавод» в г. Нижний Тагил.

## Оценка машины
Наконец, после всех перипетий и многострадальных переделок наш проект был утвержден. Мы выпустили рабочую документацию, по которой были изготовлены два опытных образца для заводских испытаний. В процессе сборки и заводских испытаний я стал все больше и больше понимать, что танк получился нетехнологичным, сложным в эксплуатации и ремонте. Заготовки бортов для танка мог прокатывать только Ижорский завод. К отдельным деталям моторного отделения вообще невозможно было добраться обычным способом. Две тяги, например, наши сборщики-асы ухитрялись соединять через люк в днище танка, только вооружившись зеркалом, как это делают дантисты при пломбировании труднодоступных зубов. Форсунки нижнего блока двигателя можно было заменить также только через люки в днище танка. И вообще, подмоторная часть днища «объекта 140» состояла практически из одних люков.
После нескольких бессонных ночей я написал письмо в ЦК КПСС и СМ СССР с просьбой о снятии с нас этой работы. И, к моему удивлению, просьбу восприняли как должное и, я бы сказал, с радостью. Работу сняли, а меня даже не наказали. Несмотря на это, я чувствовал за собой большую моральную вину. Было списано 16 миллионов рублей государственных денег!
— Карцев Л.Н. «Воспоминания Главного конструктора танков»